# Видубичі (автостанція)
Автостанція «Видубичі» — одне з транспортних автопідприємств Києва, відокремлений підрозділ комунального підприємства «Київпастранс». Єдиний транспортний вузол України, де одночасно поєднані: залізнична платформа міської електрички й приміських поїздів, станція метро, велика автостанція.

## Розташування
Розташована в історичній місцевості Києва Видубичі, на схилі гори між Звіринцем, Саперною слобідкою, Корчуватим й Наддніпрянським шосе, в дельті річки Либідь вздовж Дніпра. Поруч розташована історична місцевість Теличка — колишнє поселення (нині промзона Києва), поруч зі станцією метро   Видубичі, пасажирським зупинним пунктом Видубичі, на якому здійснює зупинку Київська міська електричка.

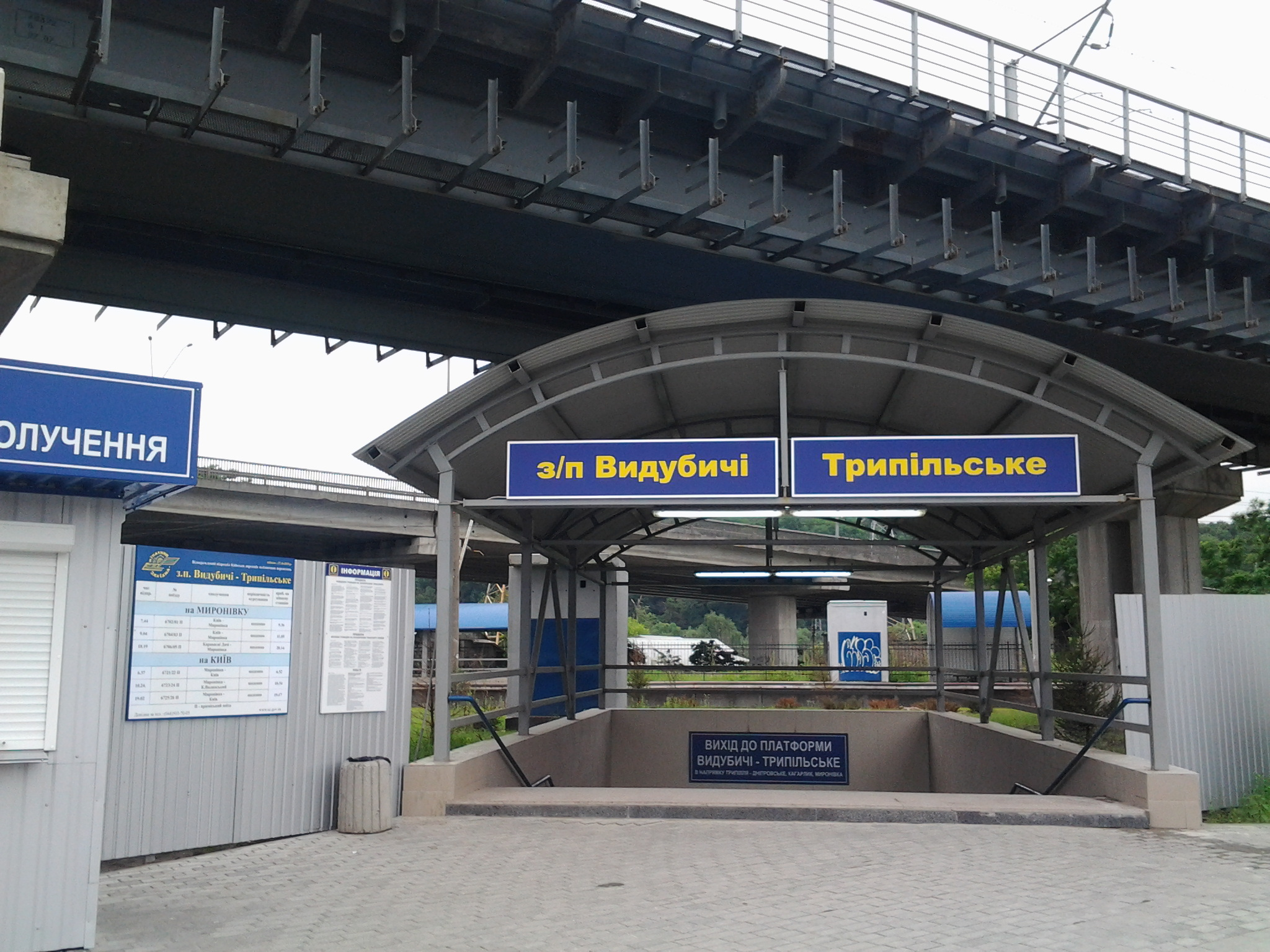
Перехід до автостанції від залізничної платформи «Видубичі-Трипільські»

Поруч розташований один з найбільший в Україні та Києві транспортний вузол-розв'язка та вантовий міст через Дніпро — Південний, який поєднує автомобільним транспортом з аеропортом «Бориспіль» та автошляхом міжнародного значення М03.
Залізничний зупинний пункт Видубичі обслуговує пасажирів за напрямком Київ — Ніжин — Чернігів, Конотоп — Шостка / Ворожба, Яготин — Гребінка, Трипілля-Дніпровське — Миронівка.

## Історія
Автостанція відкрита у 2001 році. Восени 2012 року споруджено велике сучасне приміщення автовокзалу загальною  площею 2 740 м², у якому є можливість одночасно в залі чекання очікувати рейси пасажирам приміських поїздів та міської електрички. У приміщенні є вся необхідна для пасажирів інфраструктура.

## Основні напрямки обслуговування
Автостанція обслуговує пасажирів Кіровоградського, Дніпропетровського, Черкаського, Миронівського, Кагарлицького, Обухівсько-Трипільського напрямку. Звідси вирушають маршрути до санаторіїв курортної зони Конча-Заспи.

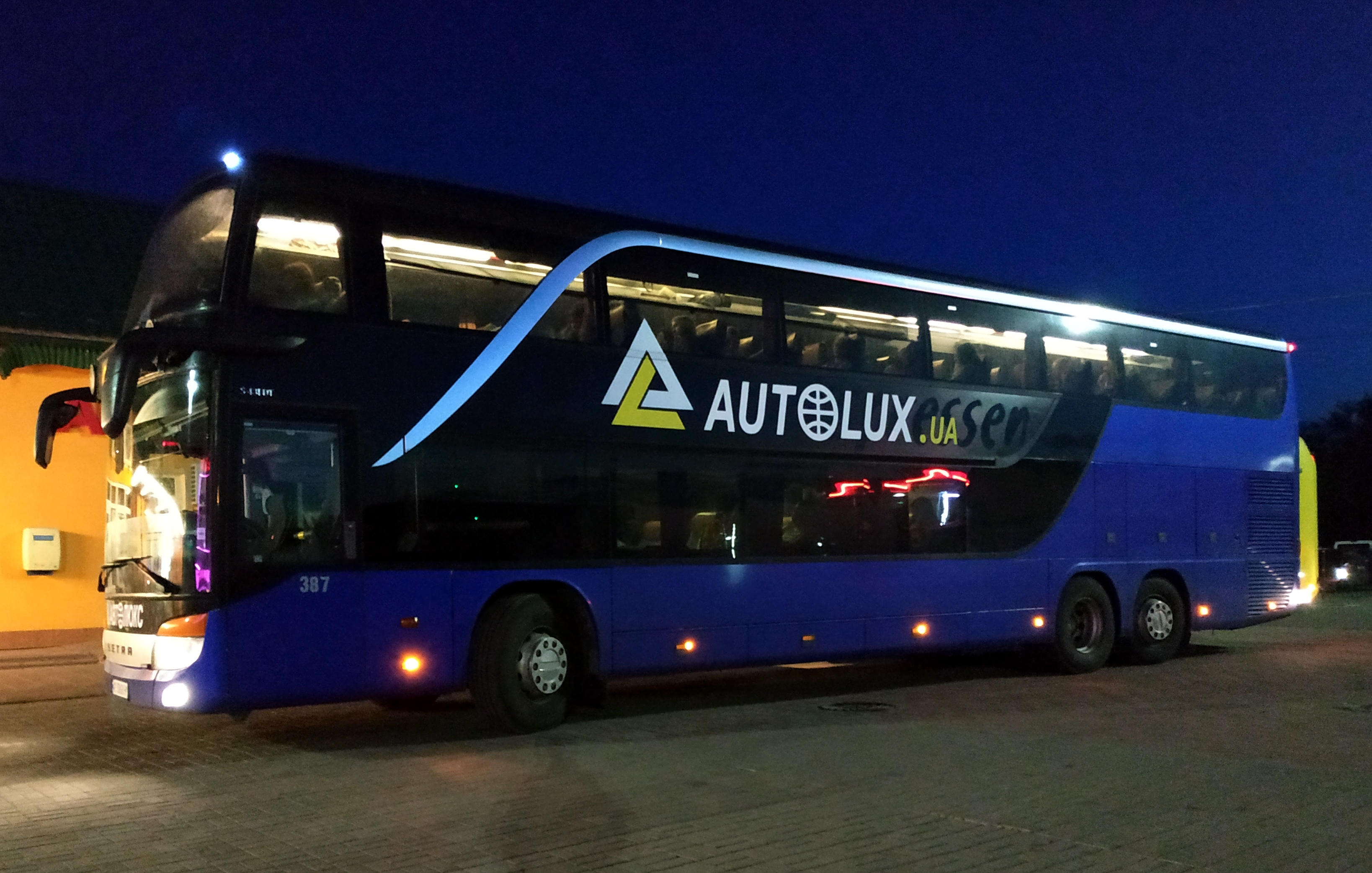
Автобус компанії «Автолюкс»

З 22 січня 2015 року автобуси компанії «Автолюкс» прибувають та вирушають від автостанції «Видубичі».